# My, Bảo Kê
My huyện  (tiếng Trung phồn thể: 眉縣, tiếng Trung giản thể: 眉县, Hán Việt: My huyện) là một huyện thuộc địa cấp thị Bảo Kê, tỉnh Thiểm Tây, Trung Quốc. Huyện này có diện tích 863 km², dân số năm 2019 là 324.608 người. Huyện My huyện được chia thành các đơn vị hành chính gồm 1 nhai đạo biện sự xứ, 7 trấn và 2 đơn vị hành chính đặc biệt.